# گرت مکل
گرت مکل (انگلیسی: Gareth MacHale؛ زادهٔ ۱۲ اوت ۱۹۸۰) راننده رالی اهل جمهوری ایرلند بود.